# 张凤纶
张凤纶（？—？），清朝人，是一名清朝政治人物。
咸豐元年（1851年）十一月，原任嘉定县知县的陈熔調任江阴县知县，原職位暫時空缺。咸豐二年（1852年）二月，张凤纶代理嘉定县知县。同月，冯翰調任知縣。

### 腳註
1. ↑  缪荃孙等. .

### 其他
- 编纂委员会. . 上海: 上海社会科学院出版社. 2001年. ISBN 7-80618-881-9.

| 前任： 空缺 | 嘉定县知县 代理 1852年－1852年 | 繼任： 冯翰 |